# Metanowość
Metanowość, stopień metanowości – ilość metanu wydzielającego się do wyrobisk.
- Metanowość bezwzględna – objętościowa ilość metanu wydzielająca się do wyrobisk (metanowość wentylacyjna) oraz ujmowanego do sieci odmetanowania w jednostce czasu. Wyraża się ją najczęściej w m3/min.[potrzebny przypis]
- Metanowość względna – objętościowa ilość metanu wydzielająca się do wyrobisk oraz ujmowanego do sieci odmetanowania na tonę dobowego wydobycia. Wyraża się ją w m3/Mg.[potrzebny przypis]
- Metanowość wentylacyjna – objętościowa ilość metanu wydzielająca się do wyrobisk górniczych i wyraża się ja w m3/min.[1]
- Metanowość kryterialna – metanowość bezwzględna, przy której w danych warunkach przewietrzania i odmetanowania przy nierównomiernym wydzielaniu się metanu nie będą występować przekroczenia dopuszczalnej zawartości metanu w wylotowym prądzie powietrza zużytego.[potrzebny przypis]
- Metanonośność – objętościowa ilość metanu pochodzenia naturalnego zawarta w jednostce wagowej w głębi calizny węglowej.[potrzebny przypis]

## Kategorie zagrożenia metanowego
Udostępniony pokład lub jego część jest przestrzenią, która w podziemnych zakładach górniczych wydobywających węgiel kamienny podlega zaliczeniu do jednej z czterech kategorii zagrożenia metanowego:
Do I kategorii zagrożenia metanowego zalicza się udostępniony pokład lub jego część, jeżeli objętościowa ilość metanu pochodzenia naturalnego zawarta w jednostce wagowej w głębi calizny węglowej, zwana dalej „metanonośnością”, wynosi od 0,1 do 2,5 m³ /Mg w przeliczeniu na czystą substancję węglową.
Do II kategorii zagrożenia metanowego zalicza się udostępniony pokład lub jego część, jeżeli metanonośność jest większa niż 2,5 m³ /Mg, lecz nie jest większa niż 4,5 m³ /Mg w przeliczeniu na czystą substancję węglową.
Do III kategorii zagrożenia metanowego zalicza się udostępniony pokład lub jego część, jeżeli metanonośność jest większa niż 4,5 m³ /Mg, lecz nie jest większa niż 8 m³ /Mg w przeliczeniu na czystą substancję węglową.
Do IV kategorii zagrożenia metanowego zalicza się udostępniony pokład lub jego część, jeżeli metanonośność jest większa niż 8 m³ /Mg w przeliczeniu na czystą substancję węglową lub zaistniał nagły wypływ metanu albo wyrzut metanu i skał.